# Angola i olympiska sommarspelen 1992
Angola deltog i de olympiska sommarspelen 1992 med en trupp bestående av 28 deltagare, men ingen av landets deltagare erövrade någon medalj.

## Basket
Herrar
Gruppspel
| Nr | Lag       | S | V | O | F | GM  | IM  | MS   | P  |
| -- | --------- | - | - | - | - | --- | --- | ---- | -- |
| 1  | USA       | 5 | 5 | 0 | 0 | 579 | 350 | +229 | 10 |
| 2  | Kroatien  | 5 | 4 | 0 | 1 | 423 | 400 | +23  | 9  |
| 3  | Brasilien | 5 | 2 | 0 | 3 | 420 | 463 | −43  | 7  |
| 4  | Tyskland  | 5 | 2 | 0 | 3 | 369 | 432 | −63  | 7  |
| 5  | Angola    | 5 | 1 | 0 | 4 | 324 | 392 | −68  | 6  |
| 6  | Spanien   | 5 | 1 | 0 | 4 | 398 | 476 | −78  | 6  |

| Hemma \ Borta | Angola | Brasilien | Kroatien | Spanien | Tyskland | USA    |
| Angola        | —      | 66–76     | 64–73    | 83–63   | 63–64    | 48–116 |
| Brasilien     | 76–66  | —         | 76–93    | 100–101 | 85–76    | 83–127 |
| Kroatien      | 73–64  | 93–76     | —        | 88–79   | 99–78    | 70–103 |
| Spanien       | 63–83  | 101–100   | 79–88    | —       | 74–83    | 81–122 |
| Tyskland      | 64–63  | 76–85     | 78–99    | 83–74   | —        | 68–111 |
| USA           | 116–48 | 127–83    | 103–70   | 122–81  | 111–68   | —      |

## Boxning
| Boxare          | Gren       | Sextondelsfinal       | Åttondelsfinal       | Kvartsfinal          | Semifinal            | Final                |
| Boxare          | Gren       | Motståndare Resultat  | Motståndare Resultat | Motståndare Resultat | Motståndare Resultat | Motståndare Resultat |
| --------------- | ---------- | --------------------- | -------------------- | -------------------- | -------------------- | -------------------- |
| Francisco Moniz | Weltervikt | Scriggins (AUS) L 6-2 | Gick inte vidare     | Gick inte vidare     | Gick inte vidare     | Gick inte vidare     |

## Friidrott
Herrar
| Idrottare                | Gren                  | Heat, omgång 1 | Heat, omgång 1 | Heat, omgång 2   | Heat, omgång 2   | Semifinal        | Semifinal        | Final            | Final            |
| Idrottare                | Gren                  | Tid            | Placering      | Tid              | Placering        | Tid              | Placering        | Tid              | Placering        |
| ------------------------ | --------------------- | -------------- | -------------- | ---------------- | ---------------- | ---------------- | ---------------- | ---------------- | ---------------- |
| Afonso Ferraz            | Herrarnas 100 meter   | 11,32          | 71             | Gick inte vidare | Gick inte vidare | Gick inte vidare | Gick inte vidare | Gick inte vidare | Gick inte vidare |
| João Francisco Capindica | Herrarnas 400 meter   | 47,44          | 48             | Gick inte vidare | Gick inte vidare | Gick inte vidare | Gick inte vidare | Gick inte vidare | Gick inte vidare |
| João N'Tyamba            | Herrarnas 800 meter   | 1:48,54        | 28             | N/A              | N/A              | Gick inte vidare | Gick inte vidare | Gick inte vidare | Gick inte vidare |
| João N'Tyamba            | Herrarnas 1 500 meter | 3:39,54        | 25             | N/A              | N/A              | Gick inte vidare | Gick inte vidare | Gick inte vidare | Gick inte vidare |

| Idrottare          | Gren              | Kval     | Kval      | Final            | Final            |
| Idrottare          | Gren              | Resultat | Placering | Resultat         | Placering        |
| ------------------ | ----------------- | -------- | --------- | ---------------- | ---------------- |
| António dos Santos | Herrarnas tresteg | 15,48    | 40        | Gick inte vidare | Gick inte vidare |

Damer
| Idrottare        | Gren                 | Heat, omgång 1 | Heat, omgång 1 | Semifinal        | Semifinal        | Final            | Final            |
| Idrottare        | Gren                 | Tid            | Placering      | Tid              | Placering        | Tid              | Placering        |
| ---------------- | -------------------- | -------------- | -------------- | ---------------- | ---------------- | ---------------- | ---------------- |
| Ana Isabel Elias | Damernas 1 500 meter | 4:33,66        | 36             | Gick inte vidare | Gick inte vidare | Gick inte vidare | Gick inte vidare |
| Ana Isabel Elias | Damernas 3 000 meter | 9:58,82        | 33             | Gick inte vidare | Gick inte vidare | Gick inte vidare | Gick inte vidare |

## Judo
Herrar
| Judoka              | Gren                      | Resultat |
| ------------------- | ------------------------- | -------- |
| Francisco de Souza  | Herrarnas extra lättvikt  | =23      |
| José Maria de Jesús | Herrarnas lättvikt        | =34      |
| João de Souza       | Herrarnas halv mellanvikt | =22      |
| Moisés Torres       | Herrarnas halv tungvikt   | =13      |

## Segling
Herrar
| Seglare                     | Gren      | Lopp | Lopp | Lopp | Lopp | Lopp | Lopp | Lopp | Poäng | Placering |
| Seglare                     | Gren      | 1    | 2    | 3    | 4    | 5    | 6    | 7    | Poäng | Placering |
| --------------------------- | --------- | ---- | ---- | ---- | ---- | ---- | ---- | ---- | ----- | --------- |
| João Neto                   | Finnjolle | 33   | 33   | 31   | 32   | (34) | 33   | 33   | 195   | 28        |
| Eliseu Ganda Luvambu Filipe | 470       | 39   | 40   | 40   | 43   | 43   | (44) | 43   | 248   | 37        |